# Norwegian Joy
Le Norwegian Joy est un navire de croisière construit par les chantiers Meyer Werft de Papenburg pour la compagnie Norwegian Cruise Line. Il est ensuite mis en service sur le marché chinois à l’été 2017, en assurant des croisières au départ de Shanghai et Tianjin.
Ses sister-ships sont le Norwegian Bliss et le Norwegian Encore.